# Nyctibates corrugatus
Nyctibates corrugatus – gatunek płaza bezogonowego z rodziny artroleptowatych (Arthroleptidae); jedyny przedstawiciel rodzaju Nyctibates.

## Występowanie
Płaza tego napotkać można w zachodniej Afryce. Zasięg jego występowania zahacza na północnym zachodzie o południowo-wschodnią Nigerię, a dokładniej Oban Hills. Rozciąga się on dalej przez prawie cały zachodni Kamerun, sięgając aż do północy Gwinei Równikowej.
Gatunek preferuje niziny i tereny pagórkowate. Nie zapuszcza się powyżej 900 m n.p.m. Lubi lasy wysokie i wilgotne, ale nie bagniska.

## Rozmnażanie
Zachodzi w środowisku wodnym. Na ten cel wybierane są wartkie, skaliste strumienie.

## Status
Jest pospolity, w Czerwonej księdze gatunków zagrożonych IUCN jest klasyfikowany jako gatunek najmniejszej troski (LC, ang. Least Concern). Trend liczebności populacji nie jest znany, ale lokalnie liczebność spada ze względu na utratę siedlisk.